# Mapi León
María Pilar „Mapi“ León Cebrián  (* 13. Juni 1995 in Saragossa) ist eine spanische Fußballspielerin. Ihre bevorzugten Positionen sind die Innen- sowie die linke Außenverteidigung.

## Karriere

### Verein
Mapi León machte ihre ersten Schritte im Klubfußball mit zwölf Jahren in der Jugend von Transportes Alcaine (heute Saragossa CFF). Mit 15 Jahren gelangte sie in die B-Mannschaft und debütierte 2010/11 im A-Kader. In jener Spielzeit brachte sie es auf vier Einsätze in der Liga und zwei im Pokal. 2011/12 gehörte sie bereits zur Stammmannschaft und 2012/13 gelang Mapi León mit ihrem Klub überraschend der Einzug ins Endspiel um den spanischen Pokal, wo Prainsa Saragossa jedoch dem FC Barcelona mit 0:4 unterlag. 
Zur Saison 2013/14 wechselte die damals 18-Jährige innerhalb der Primera División zu Espanyol Barcelona. Bei den Katalaninnen kam sie auf 30 Einsätze und vier Tore, ihr Klub konnte in jener Spielzeit jedoch nur den elften Platz in der Meisterschaft erreichen. 
Im Sommer 2014 verpflichtete Atlético Madrid die Abwehrspielerin. 2015 debütierte Mapi León in der UEFA Women’s Champions League, durch ein 3:2 nach Hin- und Rückspiel gegen Sorki Krasnogorsk gelang der Einzug ins Achtelfinale, wo ihre Mannschaft jedoch mit 1:9 an Olympique Lyon scheiterte. Mit den Hauptstädterinnen konnte Mapi León im Jahr 2016 im Pokal ihren ersten Titelgewinn feiern. Atlético konnte sich im Viertel- und Halbfinale gegen Sporting Huelva und den FC Valencia durchsetzen, im Endspiel gewann die Mannschaft schließlich mit 3:2 gegen den FC Barcelona. In der Saison 2016/17 gelang Mapi León mit Atlético Madrid ihr erster Titel in der Meisterschaft.
Im Sommer 2017 unterschrieb sie für den FC Barcelona. In ihrer ersten Spielzeit gelang der Sieg im Pokal durch ein 1:0 im Endspiel gegen ihren Ex-Klub Atlético. 2018/19 konnte Mapi León mit ihrer Mannschaft bis ins Endspiel der Champions League vordringen, wo man jedoch Olympique Lyon mit 1:4 unterlag. In der Folge entwickelte sich der FC Barcelona zum dominierenden Team in Spanien, konnte 2019/20 neben der Meisterschaft und dem nationalen Pokal auch den Supercup gewinnen und scheiterte in der Champions League erst im Halbfinale mit 0:1 an Wolfsburg. Der bislang größte Erfolg sollte Mapi León 2020/21 glücken. Mit dem FC Barcelona holte sie als Stammspielerin in der Abwehr nicht nur das Double aus Meisterschaft und Pokal, sondern gewann durch ein 4:0 im Endspiel gegen Chelsea auch zum ersten Mal die Champions League. Mapi León wurde für ihre herausragenden Leistungen sowohl in die Mannschaft des Jahres beim kontinentalen Bewerb als auch ins IFFHS Women’s World Team of the Year 2021 gewählt.

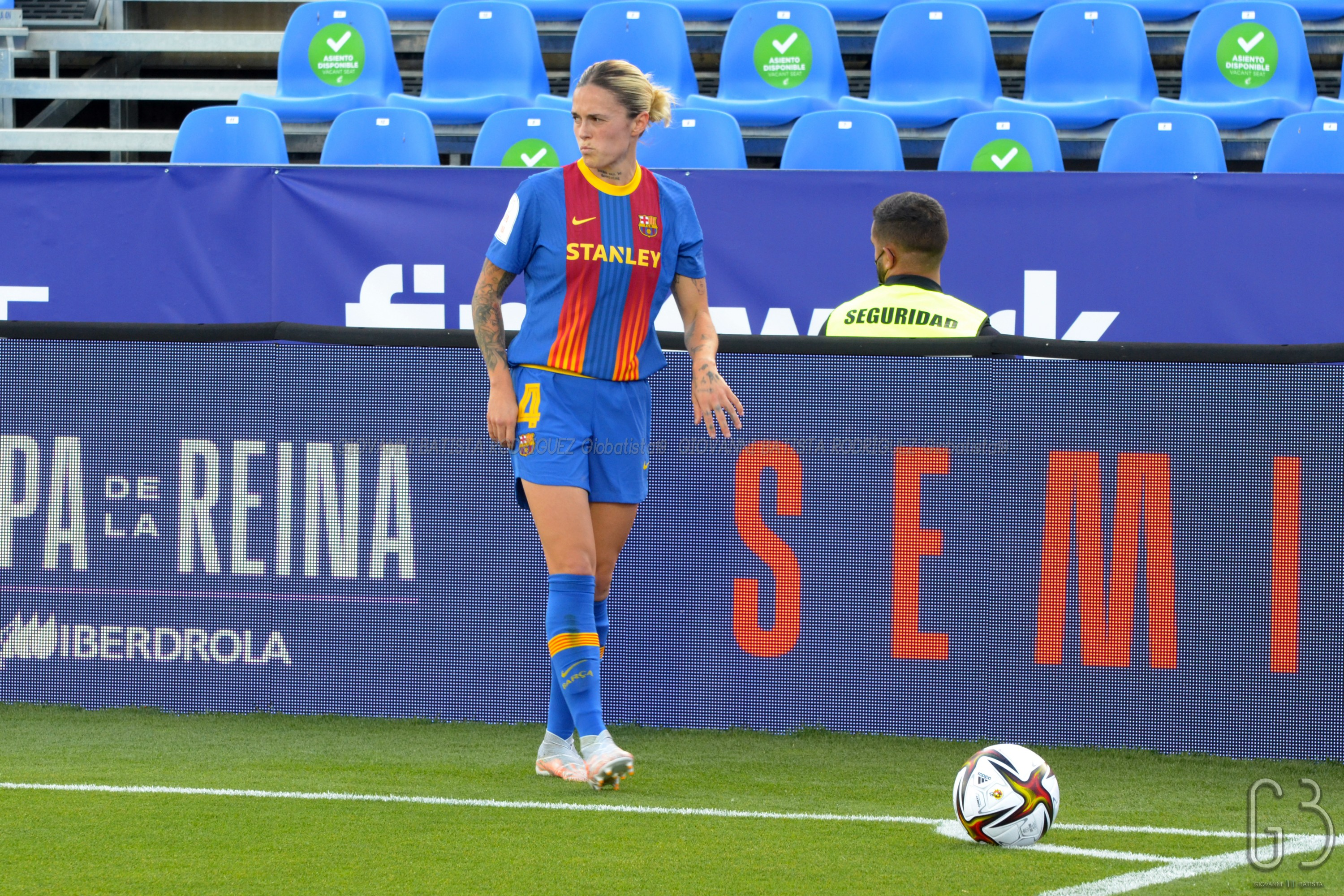
Im Dress des FC Barcelona (2021)

### Nationalmannschaft
Mapi León feierte am 15. September 2016 bei einem 13:0-Sieg gegen Montenegro im Zuge der Qualifikation zur EM 2017 ihr Debüt in der spanischen Nationalmannschaft. Im März 2017 gewann sie mit Spanien den Algarve-Cup durch ein 1:0 im Endspiel gegen Kanada. Bei der EM-Endrunde scheiterte sie mit ihrer Auswahl im Viertelfinale nach Elfmeterschießen an Österreich. Bei der WM 2019 stand sie erneut im Aufgebot der Spanierinnen, die schließlich im Achtelfinale mit 1:2 gegen den späteren Weltmeister USA verloren.

## Erfolge

### Verein
- UEFA Women’s Champions League (2): 2020/21, 2022/23[4]
- Spanische Meisterschaft (5): 2016/17 (mit Atlético Madrid), 2019/20, 2020/21, 2021/22, 2022/23
- Spanischer Pokal (5): 2016 (mit Atlético Madrid), 2018, 2020, 2021, 2022
- Spanischer Supercup (2): 2020, 2022

### Spanische Nationalmannschaft
- Algarve-Cup: 2017

### Individuelle Erfolge und Ehrungen
- UEFA Women’s Champions League Mannschaft des Jahres: 2020/21
- IFFHS Women’s World Team of the Year 2021